# Pseudogoniistius nigripes
Pseudogoniistius nigripes is een straalvinnige vissensoort uit de familie van morwongs (Latridae). De wetenschappelijke naam van de soort is voor het eerst geldig gepubliceerd in 1850 door Richardson.